# Малин (Орегон)
Малин (англ. Malin) — місто в США, в окрузі Клемет штату Орегон. Населення — 731 особа (2020).

## Історія
Як стверджується в книзі Географічні назви штату Орегон секретаря Географічної ради Льюїса Анкені Макартура (1883—1951), 30 вересня 1909 року 65 чеських сімей заснували поселення на дні колишнього озера Туле і назвали його Малин, на згадку про село Малин в Чехії, нині на території міста Кутна Гора.

## Географія
Малин розташований за координатами 42°0′48″ пн. ш. 121°24′35″ зх. д. / 42.01333° пн. ш. 121.40972° зх. д. (42.013366, -121.409744). За даними Бюро перепису населення США в 2010 році місто мало площу 1,29 км², уся площа — суходіл.

### Клімат
| Клімат : Малина         | Клімат : Малина | Клімат : Малина | Клімат : Малина | Клімат : Малина | Клімат : Малина | Клімат : Малина | Клімат : Малина | Клімат : Малина | Клімат : Малина | Клімат : Малина | Клімат : Малина | Клімат : Малина | Клімат : Малина |
| Показник                | Січ.            | Лют.            | Бер.            | Квіт.           | Трав.           | Черв.           | Лип.            | Серп.           | Вер.            | Жовт.           | Лист.           | Груд.           | Рік             |
| Абсолютний максимум, °C | 17,8            | 24,4            | 24,4            | 28,3            | 33,9            | 36,1            | 38,9            | 38,9            | 36,7            | 31,1            | 23,3            | 16,7            | 38,9            |
| Середній максимум, °C   | 4,8             | 7,3             | 9,5             | 13,4            | 18,9            | 23,6            | 28,3            | 27,8            | 23,6            | 17,1            | 8,3             | 4,5             | 15,6            |
| Середній мінімум, °C    | −5,6            | −3,7            | −2,6            | −0,7            | 2,8             | 6,4             | 9,3             | 8,8             | 5,4             | 1,6             | −2,7            | −5,6            | 1,1             |
| Абсолютний мінімум, °C  | −20,6           | −27,8           | −20,6           | −12,8           | −7,8            | −3,9            | −1,7            | −1,7            | −5              | −13,9           | −19,4           | −28,9           | −28,9           |
| Норма опадів, мм        | 36              | 28              | 40              | 27              | 29              | 21              | 8               | 13              | 16              | 25              | 37              | 36              | 316             |
| Днів з опадами          | 8               | 7               | 9               | 7               | 6               | 4               | 2               | 2               | 3               | 5               | 9               | 9               | 71,0            |
| ----------------------- | --------------- | --------------- | --------------- | --------------- | --------------- | --------------- | --------------- | --------------- | --------------- | --------------- | --------------- | --------------- | --------------- |
| Джерело:                |                 |                 |                 |                 |                 |                 |                 |                 |                 |                 |                 |                 |                 |

## Демографія
Згідно з переписом 2010 року, у місті мешкало 805 осіб у 255 домогосподарствах у складі 194 родин. Густота населення становила 623 особи/км². Було 278 помешкань (215/км²).
Расовий склад населення:
| - 70,6 % — білих - 1,1 % — корінних американців - 25,7 % — осіб інших рас |

До двох чи більше рас належало 2,6 %. Частка іспаномовних становила 57,8 % від усіх жителів.
За віковим діапазоном населення розподілялося таким чином: 33,3 % — особи молодші 18 років, 56,0 % — особи у віці 18—64 років, 10,7 % — особи у віці 65 років та старші. Медіана віку мешканця становила 29,1 року. На 100 осіб жіночої статі у місті припадало 110,7 чоловіків; на 100 жінок у віці від 18 років та старших — 108,1 чоловіків також старших 18 років.
Середній дохід на одне домашнє господарство становив 45 655 доларів США (медіана — 35 375), а середній дохід на одну сім'ю — 46 755 доларів (медіана — 34 750). Медіана доходів становила 24 833 долари для чоловіків та 30 375 доларів для жінок. За межею бідності перебувало 22,7 % осіб, у тому числі 38,7 % дітей у віці до 18 років та 1,5 % осіб у віці 65 років та старших.
Цивільне працевлаштоване населення становило 302 особи. Основні галузі зайнятості: оптова торгівля — 27,2 %, сільське господарство, лісництво, риболовля — 21,2 %, освіта, охорона здоров'я та соціальна допомога — 15,6 %, виробництво — 10,6 %.